# Vino di melagrana

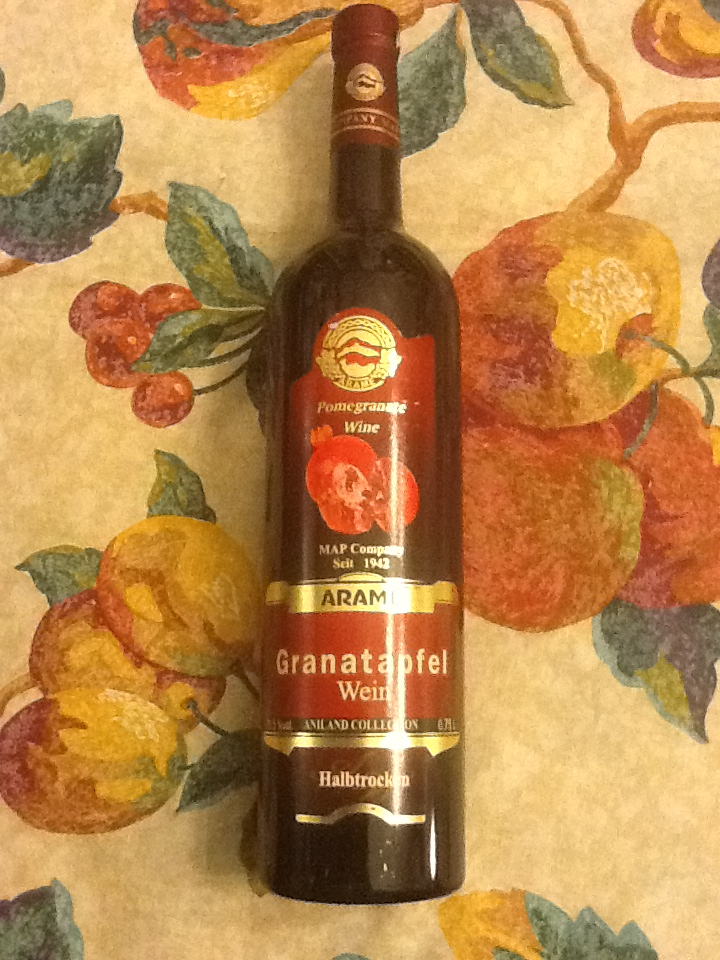
Bottiglia di vino di melagrana armeno

Il vino di melagrana è una bevanda ottenuta dalla fermentazione controllata dei chicchi di melagrana.

## Descrizione
Si produce quasi esclusivamente in Armenia, nella regione di Armavir, in Israele e anche in Sicilia, dove viene chiamato sciaddè. Si serve generalmente su insalate, formaggi o frutta fresca.
È disponibile semi-secco o più abboccato. Il tenore alcolico è di circa 11,5% vol. e va servito ad una temperatura di 14-15 gradi. Va conservato ad una temperatura sotto i 10 gradi.